# Football médiéval
 (octobre 2016).
Si vous disposez d'ouvrages ou d'articles de référence ou si vous connaissez des sites web de qualité traitant du thème abordé ici, merci de compléter l'article en donnant les références utiles à sa vérifiabilité et en les liant à la section « Notes et références ».

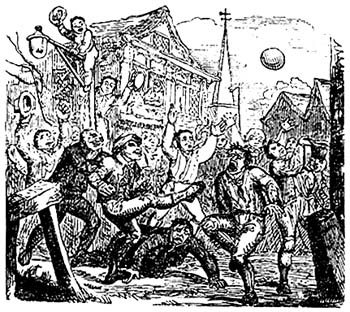
Gravure présentant le "mob football" ou "football de masse", un sous-genre du football médiéval.

Football médiéval est un terme parfois utilisé au XXIe siècle pour désigner un large éventail de sous-genres du football inventés et popularisés en Europe pendant le Moyen Âge. On utilise également les termes folk football, mob football (qui signifient tous deux « football de masse ») ou encore Shrovetide football.  Ces jeux sont probablement à l'origine des codes du football moderne.
Les jeux pratiqués tous les ans pendant la Septuagésime, les jours précédant le Carême, à travers toute l'Europe et plus particulièrement en Angleterre, ont vu leur popularité exploser au Moyen Âge. Les jeux populaires en Angleterre à cette époque auraient pu être importés pendant l'occupation romaine mais peu de preuves étayent cette théorie. En effet, il est certain que les Romains jouaient à des jeux de balle, notamment au Harpastum. Il a déjà été fait référence également à la popularité de certains jeux de balle dans le Sud de l'Angleterre avant la conquête normande de l'Angleterre. Au IXe siècle, dans son Historia Brittonum, Nennius décrit un groupe de garçons jouant à la balle (pilae ludus) ; son récit tire son origine du sud de l'Angleterre ou du le pays de Galles.  C'est au XIIe siècle qu'apparaissent des allusions à un jeu de balle joué dans le nord de la France connu sous le nom de « soule » ou « choule », qui consistait à déplacer la balle avec les mains, les pieds ou des bâtons,.
Ces formes archaïques de football étaient souvent classées dans la catégorie de football de masse. On y jouait entre villes et villages voisins, sans limiter le nombre de joueurs dans chaque équipe, qui s'affrontaient alors au sein d'une masse compacte, lutant pour transporter une balle faite d'une vessie de porc jusqu'aux balises situées à chaque extrémité de la ville.  D'après les dires de cette époque, on pouvait en fait utiliser tous les moyens possibles et imaginables pour parvenir à ses fins, les seules limites étant de ne pas tuer, volontairement ou non. Parfois, il n'y avait pas de balises et les équipes devaient tenter d'envoyer la vessie sur le balcon de l'église du village adverse. D'après une légende[Laquelle ?], c'est un plus ancien rituel sanglant consistant à donner des coups de pied dans une tête de Danois qui serait à l'origine de ces jeux en Angleterre, mais c'est assez peu probable. Ces jeux obsolètes  voient leur popularité sérieusement décroitre au XIXe siècle lorsque le Highway Act 1835 (en) est adopté, interdisant de jouer au football sur les voies publiques. Malgré tout, on a continué de pratiquer certains de ces jeux dans certaines régions de l'Angleterre et même encore aujourd'hui dans quelques villes. C'est notamment le cas du Ba game, pratiqué à Noël et au Nouvel An à Kirkwall situé dans Les Orcades (archipel au nord de l'Écosse), Uppies and Downies à Pâques à Workington dans le comté de Cumbria, ainsi que le Royal Shrovetide Football dont les matchs ont lieu à Mardi gras et au Mercredi des Cendres à Ashbourne dans le comté du Derbyshire en Angleterre.[réf. nécessaire]
Il existe peu de gravures représentant le football au Moyen Âge. L'une d'entre elles présente dans la cathédrale de Gloucester en Angleterre, et datant du début du XIVe siècle, dépeint clairement deux jeunes hommes qui courent activement l'un vers l'autre, une balle suspendue dans les airs entre eux. On pourrait alors penser que les joueurs utilisent leurs mains pour frapper la balle. Une deuxième gravure du Moyen Âge exposée au British Museum à Londres représente distinctement un groupe d'hommes ainsi qu'une grosse balle sur le sol. On peut voir la couture sur la balle, là où les morceaux de cuir ont été cousus entre eux. Il est difficile de savoir ce qui se passe exactement dans cette série de trois gravures, bien que la dernière d'entre elles représente un homme avec le bras cassé. Cette représentation met probablement en évidence les dangers de certains types de football pratiqués au Moyen Âge.
Dans les plus anciennes allusions à cette activité, on parle la plupart du temps de « jeu de balle » ou de « jouer à la balle ». Ceci appuie l'idée qu'à l'époque, on ne frappait pas forcément la balle dans ces jeux.

## Histoire

### IXe–XIIesiècles
Historia Brittonum, rédigé par Nennius au IXe siècle, est le premier récit à décrire des jeux de balles pratiqués en Europe (après l'occupation romaine). Le texte, rédigé dans ce qui est aujourd'hui le nord du pays de Galles, mentionne un groupe de garçons « qui joue à la balle » (pilae ludus).
En France, la première allusion prouvant l'existence de jeux de balles  (probablement la soule) est apparue en 1147. Elle fait référence à des joueurs se faisant passer « sept ballons de grande dimension » à la main. Quelque temps auparavant, entre 1174 et 1183, William FitzStephen (en) avait décrit un jeu de balles, probablement le football, pratiqué en Angleterre. Il raconte les activités de la jeunesse de Londres pendant le festival annuel de Mardi gras :

« Après le déjeuner, tous les jeunes de la ville se ruent dans les champs pour jouer à un jeu de balle.  Les étudiants de n'importe quelle école ont leur propre balle tout comme les travailleurs de chaque corps de métier.  De plus vieux citoyens, des pères et des citoyens en bonne santé viennent à cheval pour regarder les plus jeunes s'affronter et pour revivre leur propre jeunesse par procuration : leur passion devient palpable lorsqu'ils regardent l'action et prennent part à l'amusement des adolescents insouciants. »

La plus ancienne confirmation de l'existence de tels jeux en Angleterre, incluant un jeu aux pieds, provient d'un vers à propos de Saint Hugues de Lincoln aussi appelé Hugues d'Avalon. Probablement rédigé au XIIIe siècle par Matthieu Paris, la date exacte reste cependant incertaine : « Quatre et vingt beaux garçons jouaient à la balle... il donna un coup avec son pied droit dans la balle ».
Vers 1200, le mot ball est mentionné par le poète anglais Layamon, de Worcestershire, en référence à l'un des jeux pratiqués par les chevaliers du roi Arthur, dans son adaptation du Roman de Brut. C'est la plus ancienne référence à ce terme dans la langue anglaise. Layamon déclare que « certains conduisent des balles au-delà des champs ». Des documents datant de 1280 évoquent un jeu pratiqué à Ulgham près de Ashington dans le comté de Northumberland, pendant lequel un joueur fut tué après s'être rué sur un joueur adverse, alors armé d'un poignard. Ce récit est intéressant puisqu'il s'agit de la première référence à un jeu de balle anglais incluant vraiment des coups de pied dans la balle. Cela laisse penser que cette méthode était également utilisée dans les jeux pratiqués auparavant en Angleterre. En 1283, en Cornouailles, les plea rolls n. 111 (parchemins enregistrant les détails concernant les poursuites judiciaires ou actions en justice d'une cour de justice en Angleterre) font mention d'un homme prénommé Robert qui fut accusé d'avoir, pendant un match, frappé un autre joueur avec une pierre provoquant ainsi sa mort.

### XIVesiècle
C'est en 1303 qu'est faite la première référence à des jeux de balles pratiqués par les étudiants à l'université lorsque « Thomas de Salisbury, étudiant à l'université d'Oxford, trouve le cadavre de son frère Adam et qu'on prouve qu'il a été tué par des étudiants irlandais pendant un match entre High Street et Eastgate ».
En 1314, on parle pour la première fois du football lorsque Nicholas de Farndone, Lord-maire de la ville de Londres, fait passer un décret au nom du roi Édouard II interdisant le football. Il est rédigé en français, utilisé à l'époque par les classes sociales supérieures anglaises. Voici un extrait de la traduction :  « Puisque l'agitation des jeux de balles pratiqués dans des champs publics pourrait faire naître de nombreux maux, ce que Dieu interdit, et qu'elle provoque un immense vacarme au sein de la ville [« rageries de grosses pelotes de pee »] au nom du roi, nous déclarons l'interdiction de tels jeux dans la ville à l'avenir, sous peine d'emprisonnement. »
En 1321, un autre ancien récit est rédigé concernant les jeux de balles au pied en Angleterre. Il s'agit d'une dérogation émanant du pape Jean XXII qui s'adresse à William de Spalding de Shouldham :

« À William de spalding, chanoine de l'ordre de Sempringham de Scoldham. Pendant le jeu, alors qu'il tapait de son pied dans la balle, un de ses amis laïcs, également prénommé William, se rua vers lui et se blessa avec le couteau à gaine porté par le chanoine d'une telle façon qu'il mourut six jours plus tard. Une dérogation est accordée, sans aucun reproche envers William de Spalding qui, étant très touché par la mort de son ami et redoutant les propos de ses ennemis, en a fait part au pape. »

On commence à interdire les jeux de balles (probablement le jeu qu'on appelle La soule) en 1331 en France, sous Philippe V.

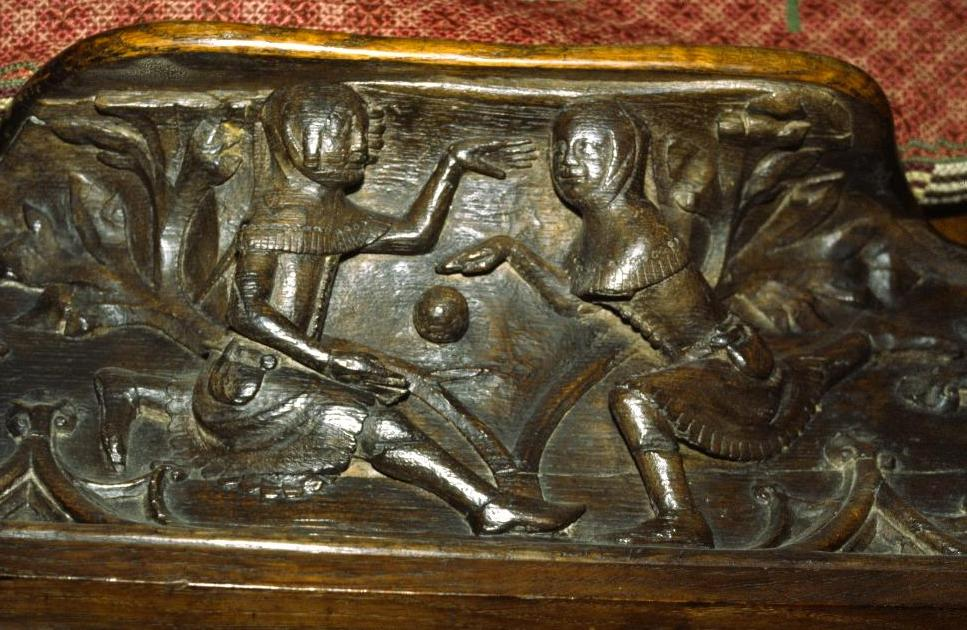
Jeunes gens jouant à la balle, gravure sur une miséricorde de la cathédrale de Gloucester.

Au milieu  du XIVe siècle, une miséricorde de la cathédrale Gloucester en Angleterre, dépeint deux jeunes hommes jouant à un jeu de balle. Il semblerait que les joueurs utilisent leurs mains pour jouer, bien que les coups de pied ne soient certainement pas exclus. Il faut signaler que la plupart des autres représentations de jeux de balle en Angleterre montrent de grandes balles. Cette gravure démontre clairement que des petites balles étaient également utilisées. 
Le roi Édouard III d'Angleterre rédige une déclaration du même genre en 1363 : « De plus, nous ordonnons d'interdire pour tout le monde, sous peine d'emprisonnement, le lancer de pierre, pièces de bois ou de métal ; le handball, football ou hockey ; la course et les combats de coqs ainsi que tout autre jeux vain de ce genre. » Il faut préciser qu'à cette époque, en Angleterre, on fait déjà la différence entre football et handball, ce qui insinue une évolution des règles de base. Entre 1314 et 1667, le football est officiellement interdit en Angleterre seulement, par plus de 30 lois royales et locales.
De même, Geoffrey Chaucer propose une description de la façon dont le football contemporain était joué au XIVe siècle en Angleterre. Dans Les Contes de Canterbury (rédigé un peu après 1380), il écrit ceci : « elle roule sous le pied comme une balle ». 
Le théologien anglais John Wycliffe (1320-1384) fait référence au football dans l'un de ses sermons : « ces derniers cloutent leurs chaussures comme s'ils jouaient au football » . Certaines des œuvres de Wycliff ont été publiées en Angleterre, mais la langue utilisée par l'auteur pour parler du football reste plutôt indéterminée. Il se peut, par conséquent, qu'il s'agisse de la première occurrence du terme football en anglais.

### XVesiècle
Le football apparaît au début du siècle à l'ouest de l'Angleterre, mentionné dans le Laud Troy book : « Hedes reled aboute overal As men playe at the fote-ball ».
On fait référence au football à deux reprises, dans le Sussex en 1403 et à Selmeston et à Chidham en 1404, à l'occasion de baptêmes. À chaque fois, le joueur s'était cassé la jambe.
C'est le roi Henry IV d'Angleterre qui utilisa le mot « football » pour la première fois dans un document écrit, lorsqu'il publia une proclamation interdisant le prélèvement d'argent pour le foteball en 1409.
Le 4 mars 1409, huit hommes sont contraints de donner 20 £ au chambellan de la ville de Londres pour leur bonne conduite envers « les bons et aimables hommes de la mystérieuse Cordwainers » (Cordwainers Street) pour ne pas avoir entrepris de collecte d'argent pour un football (pro pila pedali).
En 1410, le roi Henry IV d'Angleterre considère qu'il est nécessaire d'imposer une amende de 20 £ au maires et aux huissiers des villes où des délits, comme le football, sont commis. Cela montre que le football n'était pas limité au secteur de Londres. 
Entre 1421 et 1423, les récits de la Worshipful Company of Brewersllang (La Respectueuse Compagnie des brasseurs) concernant la location de leur salle comprennent des références à « by the "footeballepleyers" twice... 20 pence » classé en anglais sous le tire de Arts et fraternités. Cette référence sous-entend que les décrets d'interdiction de ce sport ont tous été des échecs et que la liste des joueurs  de football, alors considéré comme une « fraternité », est la plus vieille allusion à ce qui pourrait être considéré comme un club de football. 
C'est en 1424 qu'on fait référence au football ou aux jeux de balle au pied pour la première fois en Écosse lorsque le roi James Ier d'Écosse tente également d'interdire le « fute-ball ». 
En 1425, le prieur de Bicester, en Angleterre, fait un paiement de 4 deniers le jour de la Sainte-Catherine « pour offrir divers cadeaux aux joueurs de football (ludentibus ad pilam pedalem) ». À cette époque, le prieur souhaitait donc devenir le mécène de ce jeu bien qu'il soit illégal. 
Vers 1430, Thomas Lydgate mentionne la forme de football pratiqué dans l'Est-Anglie connue sous le nom de camp ball : « Bolseryd out of length and bread, lyck a large campynge balle ». 
On affirme que le camp ball est bel et bien une forme de football en 1440 lorsque le tout premier dictionnaire anglais-latin (Promptorium parvulorum (en)) en propose une définition : « Campan, or playar at foott balle, pediluson ; campyon, or champion ».  
En 1472, le recteur de Swaffham, dans le comté de Norfolk, lègue un champ accolé au cimetière pour être utilisé comme camping-close ou camping-pightel surtout pour jouer à la version d'Est-Anglie du football, le camp ball.  
On retrouve la première description d'un football en 1486, plutôt centré sur la balle que sur le jeu. Cette référence se trouve dans le Livre de saint Alban de Juliana Berners. Elle déclare « a certain rounde instrument to play with... it is an instrument for the foote and then it is calde in Latyn 'pila pedalis', a fotebal. » Il faut noter qu'il est désormais socialement acceptable d'inclure le mot football dans le langage anglais médiéval.
Un récit du 11 avril 1497 fait allusion à une somme d'argent « donnée à James Dog pour acheter des balles de jeu pour le roi ». On ignore s'il y jouait lui-même. 
La plus ancienne et probablement plus importante description d'un sous-genre du football provient du XVe siècle et se trouve dans un récit en latin qui décrit des caractéristiques du football moderne. On le pratiquait à Cawston, dans le comté de Nottinghamshire en Angleterre. Le document fait partie d'une collection de manuscrits regroupant les merveilles du roi Henri VI d'Angleterre. Bien que la date précise de sa rédaction soit incertaine, il a probablement été écrit entre 1481 et 1500. Il s'agit de la première occurrence d'un jeu comprenant uniquement « des coups de pied » ainsi que de la première description du dribble. « [L]e jeu pour lequel ils se sont retrouvés pour se divertir tous ensemble s'appelle le foot-ball d'après certains. C'est un jeu campagnard, dans lequel de jeunes hommes projettent une balle de taille importante, non pas en la lançant dans les airs, mais en la frappant et en la faisant rouler au sol, sans utiliser les mains mais seulement les pieds... et la frappent pour l'envoyer dans diverses directions ». Le chroniqueur donne alors la plus ancienne description d'un terrain de football : « Les limites ont été déterminées et le jeu a commencé. » Cependant, le jeu était toujours aussi dur, comme le récit le confirme : « un jeu plutôt abominable d'après moi... et qui se termine toujours avec du chagrin, des accidents, ou des préjudices pour les joueurs eux-mêmes. »
Ces sports du Moyen Âge n'ont pas d’arbitre.

### XVIesiècle
En 1510, on retrouve une nouvelle description de l'ancien football par Alexander Barclay, un habitant de Sud Est de l'Angleterre.

« They get the bladder and blowe it great and thin, with many beanes and peason put within, It ratleth, shineth and soundeth clere and fayre, While it is throwen and caste up in the eyre, Eche one contendeth and hath a great delite, with foote and hande the bladder for to smite, if it fall to the ground they lifte it up again... Overcometh the winter with driving the foote-ball. »

On parle de bottes de football pour la première fois en 1526, lorsque le roi Henri VIII d'Angleterre  en commanda une paire au Great Wardrobe : « 45 paires violettes et une paire en cuire pour le football ». Malheureusement, ces objets n'existent plus de nos jours. Rien ne peut confirmer que le roi lui-même jouait, mais si tel est le cas, il faut noter que son fils Édouard VI interdit le jeu plus tard en 1548, parce qu'il provoquait des débordements. 
La réputation du football comme jeu violent perdure dans la plupart des récits jusqu'au XVIe siècle en Angleterre. En 1531, Thomas Elyot décrit les dangers du football mais également les bienfaits du tir à l'arc dans son œuvre Boke named The Governor :

« Some men wolde say, that in mediocritie, whiche I haue so moche praised in shootynge, why shulde nat boulynge, claisshe, pynnes, and koytyng be as moche commended? Verily as for two the laste, be to be utterly abiected of al noble men, in like wise foote balle, wherin is nothinge but beastly furie and extreme violence; wherof procedeth hurte, and consequently rancour and malice do remaine with them that be wounded; wherfore it is to be put in perpetuall silence. In class she is emploied to litle strength; in boulyng oftentimes to moche; wherby the sinewes be to moche strayned, and the vaines to moche chafed. Wherof often tymes is sene to ensue ache, or the decreas of strength or agilitie in the armes: where, in shotyng, if the shooter use the strength of his bowe within his owne tiller, he shal neuer be therwith grieued or made more feble. »

Bien que la plupart des références au football du XVIe siècle désapprouvent ce sport ou s'attardent sur ses dangers[réf. nécessaire], deux  d'entre eux s'opposent néanmoins à ce point de vue. Tout d'abord, Thomas Elyot qui, bien que très critique envers le jeu au premier abord, prône le football comme une part importante de ce qu'il appelle l'exercice passionné dans son Castell of Helth publié en 1534. Puis, dans sa publication de 1581, le chef d'établissement britannique Richard Mulcaster (en) offre l'une des plus anciennes preuves de l'existence d'un football organisé, jugé par un arbitre, pour des petites équipes jouant en formation. 
La première référence au football en Irlande se trouve dans Statute of Galway publié en 1527, qui a permis la pratique du football et du tir à l'arc mais a interdit le hokie - le lancement d'une petite balle entre plusieurs personnes à l'aide de morceaux de bois, ainsi que tout autre sport. (En Irlande, le plus ancien match de football répertorié a confronté Louth à Meath, à Slane, en 1712.)
Le plus ancien ballon encore existant de nos jours qui aurait pu être utilisé pour jouer au football date de 1540 environ et vient d'Écosse. Il a été fabriqué avec une vessie de porc et du cuir. Il est découvert en 1981 dans la toiture au-dessus de la chambre de la reine, au château de Stirling. Alors qu'on suggère que cette balle a pu être utilisée pour d'autres sports comme le pallone à cause de sa taille, particulièrement par le musée national d'Écosse, l'équipe du  Stirling Smith Museum ainsi que des chercheurs du Scottish Football Museum ont déclaré qu'il avait été utilisé pour le football, en citant la description de la balle lors du match au château de Carlisle en 1568. 
La violence de l'ancêtre du football en Écosse est clairement décrite dans ce poème du XVIe siècle à propos des « beautés du football » :
Bruised muscles and broken bones

Discordant strife and futile blows

Lamed in old age, then cripled withal

These are the beauties of football
-Anonyme, traduit en anglais contemporain depuis le vieil écossais
La plus ancienne référence spécifique au football (pila pedalis) dans une université date de 1555, alors que le sport est proscrit au St John's College d'Oxford. Des décrets du même genre voient le jour dans d'autres collèges de l'université d'Oxford et à l'université de Cambridge.[réf. nécessaire]
Une autre référence voit le jour en 1555, lorsqu'Antonio Scaino publie son traité Del Giuoco della Palla (Du jeu de la balle). Il aborde surtout l'un des prédécesseurs médiévaux du tennis, mais vers la fin, Scaino inclut un chapitre intitulé Del Giuoco del Calcio (Du Jeu du football) par comparaison. D'après Scaino, le jeu est populaire chez les étudiants. On peut y jouer avec autant de joueurs qu'il est possible. Les seules règles semblent concerner l'interdiction du port d'arme sur le terrain et l'interdiction de toucher la balle avec la main. Pour chaque équipe, le but est d'essayer de traverser un espace marqué et de se rendre à l'autre bout du terrain. Pour commencer, la balle est placée au milieu du terrain, puis l'un des joueurs de l'équipe choisie par tirage au sort donne un coup de pied dans la balle. Scaino remarque que le principal attrait pour les spectateurs est de voir « les joueurs tomber dans une grande confusion sens dessus dessous. ».
En 1568, Francis Knollys décrit un genre de football pratiqué au château de Carlisle, dans le comté de Cumbria en Angleterre, par la suite de la reine Marie Stuart : « 20 of her retinue played at football before her for two hours very strongly, nimbly, and skilfully ». D'après des sources contemporaines et des publications détaillées, la suite de la Marie Stuart était surtout faite de personnes écossaises, principalement des nobles qui l'avait suivie au sud à la suite de la bataille de Langside.
Les premières règles officielles du Calcio Fiorentino (Coup de pied florentin) apparaissent en 1580, bien que le jeu ait été développé aux alentours de Florence bien avant cette date. Ce jeu comprend des équipes de 27 joueurs, donnant des coups de pied et transportant une balle sur un terrain de sable installé sur la Piazza Santa Croce au centre de Florence. Les deux équipes doivent atteindre un point donné sur la périmètre de ce terrain de sable.
En 1586, les hommes d'un bateau sous le commandement de l'explorateur anglais John Davis, mettent pied à terre pour jouer à un genre de football avec  des Inuits (Eskimos) au Groenland.

### XVIIesiècle

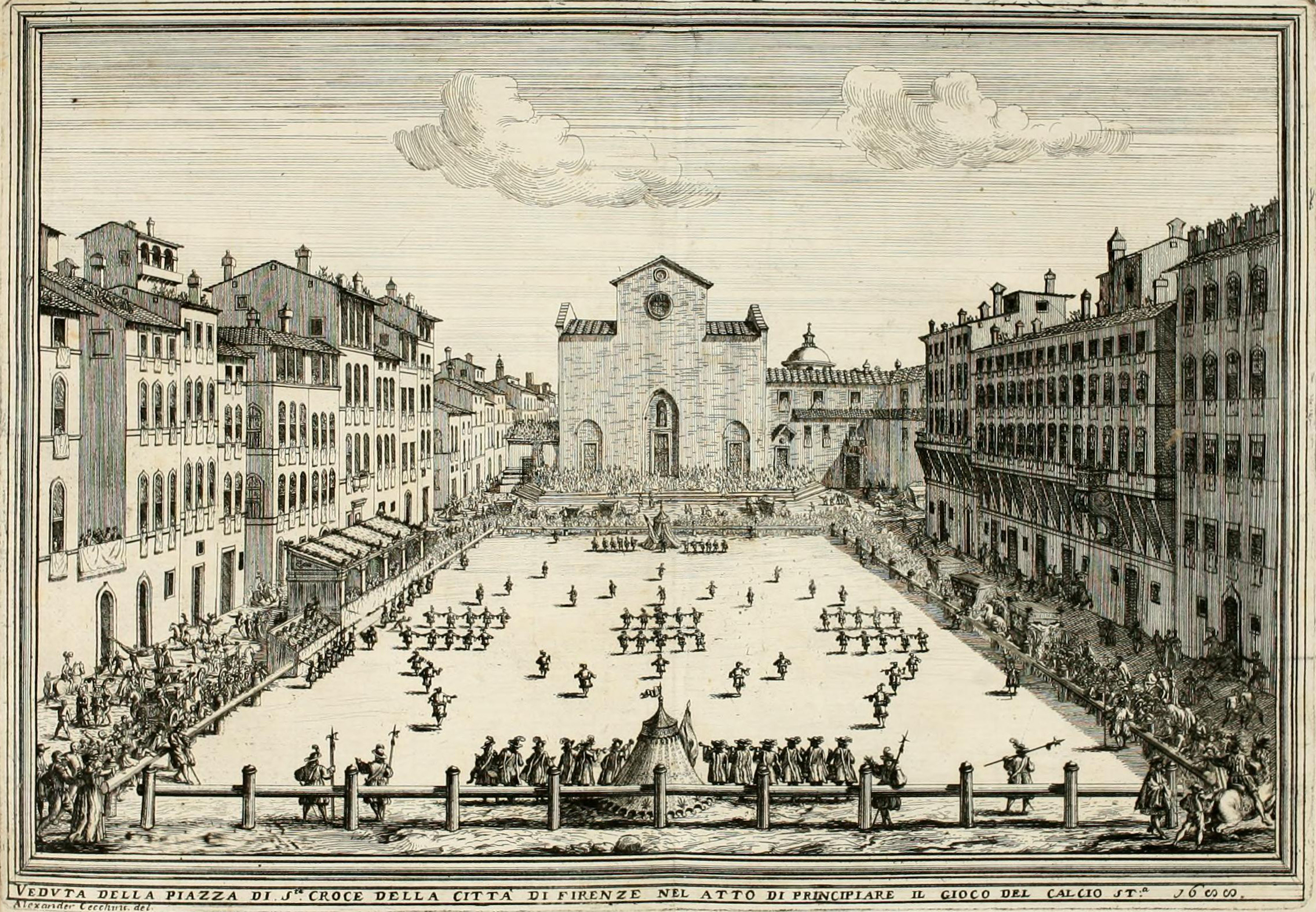
Illustration d'un match de Calcio Fiorentino, 1688

Au pays de Galles, le jeu du cnapan est longuement décrit par George Owen of Henllys (en), en 1603 un historien excentrique du Pembrokeshire, : 

« This game... is thought to be of great antiquity and is as followeth. The ancient Britons being naturally a warlike nation did no doubt for the exercise of their youth in time of peace and to avoid idleness devise games of activity where each man might show his natural prowess and agility...... About one or two of the clock afternoon begins the play, in this sort, after a cry made both parties draw to into some plain, all first stripped bare saving a light pair of breeches, bare-headed, bare-bodied, bare legs and feet... The foot company thus meeting, there is a round ball prepared of a reasonable quantity so as a man may hold it in his hand and no more, this ball is of some massy wood as box, yew, crab or holly tree and should be boiled in tallow for  make it slippery and hard to hold. This ball is called cnapan and is by one of the company hurling bolt upright into the air, and at the fall he that catches it hurls it towards the country he plays for, for goal or appointed place there is none neither needs any, for the play is not given over until the cnapan be so far carried that there is no hope to return it back that night, for the carrying of it a mile or two miles from the first place is no losing of the honour so it be still followed by the company and the play still maintained, it is oftentimes seen the chase to follow two miles and more... »

La premier récit décrivant un jeu de balle incluant des passes vient de Richard Carew en 1602, dans son écrit sur le Cornish Hulring, qui déclare qu'on « doit alors lancer la balle (appelée Dealing) à l'un de ses équipiers. » Carew propose également la première description d'un but (« they pitch two bushes in the ground, some eight or ten foote asunder; and directly against them, ten or twelue score off,other twayne in like distance, which they terme their Goales ») et des gardiens de but ("There is assigned for their gard, a couple of their best stopping Hurlers").[réf. nécessaire]
La toute première référence au « marquage de but » apparaît dans la pièce de John Day intitulée The Blind Beggard of Bethnal Green (jouée aux environs de 1600 et publiée en 1659). « Je marquerai un but au camp-ball » (un genre de football extrêmement violent, très populaire dans l'est de l'Angleterre). De même, dans un poème de 1613, Michael Drayton déclare « when the Ball to throw, And drive it to the Gole, in squadrons forth they goe ».
En 1615, Jacques Ier d'Angleterre se rend à Wiltshire et les villageois « amusèrent sa majesté avec un match de football ».[réf. nécessaire]
Oliver Cromwell, qui quitta l'université de Cambridge en 1617, est décrit par James Heath comme « l'un des plus grands organisateurs et joueurs de football » pendant ses études à l'université.[réf. nécessaire]
En 1623, Edmund Waller fait allusion au football dans l'un de ses poèmes, ainsi qu'aux équipes et aux passes : « They ply their feet, and still the restless ball, Toss'd to and fro, is urged by them all ». En 1650, Richard Baxer donne une description intéressante du football dans son livre Everlasting Rest : « Alas, that I must stand by and see the Church, and Cause of Christ, like a Football in the midst of a crowd of Boys, tost about in contention from one to another.... and may drive it before him.... But to be spurned about in the dirt, till they have driven it on to the goal of their private interests ». Il est intéressant de le noter puisque cela confirme l'existence de passes d'un joueur à l'autre dans tous les genres de football.[réf. nécessaire]
La première étude sur le football comme l'un des premiers sports est réalisée par Francis Willughby dans son Book of Games rédigé aux environs de 1660. Ce récit en particulier est important puisqu'il fait référence au football avec son nom correct en anglais et est le premier à décrire ce qui suit : des buts modernes et un terrain  (« un terrain clos qui comporte des portes de chaque côté. Ces portes sont appelées Buts »), des tactiques (« laisser certains de ses meilleurs joueurs garder les buts »), marquer (« ceux qui réussissent à envoyer la balle dans le but de l'autre équipe gagnent ») et la façon dont les équipes sont composées (« les joueurs sont divisés de façon équitable selon leur force et leur agilité »).[réf. nécessaire]
Il est le premier à décrire une loi régissant le football : « Souvent, ils se cassent mutuellement les tibias lorsque deux joueurs s'entrechoquent lorsqu'ils atteignent la balle en même temps, et, par conséquent, une loi interdit de frapper plus haut que la balle ». Son récit sur la balle elle-même est également très instructif : « Ils gonflent une vessie solide et nouent son extrémité le plus rapidement possible, puis ils la mettent dans la peau du pénis d'un taureau et cousent rapidement le tout. » Il ajoute : « Plus la balle est gonflée, mieux elle volera. Avant, ils mettaient du mercure à l'intérieur pour qu'elle vole plus longtemps ». On retrouve également le premier diagramme (basique) illustrant un terrain de football dans son livre.[réf. nécessaire]

## Pratique à l'époque contemporaine

### Angleterre
- Alnwick dans le comté de Northumberland : le Scoring the Hales continue d'être pratiqué. Le jeu commence avec le duc de Northumberland, qui lâche la balle depuis les remparts du château d'Alnwick.
- Ashbourne dans le Derbyshire (connu sous le nom de Royal Shrovetide Football.
- Atherstone Ball Game dans le Warwishire. On pratique le Shrove Tuesday Ball Game une fois par an le long d'une limite d'une ancienne route romaine qui passe à travers la ville de Long Street. On pratique ce jeu depuis 800 ans, depuis le règne de Jean sans Terre entre 1166 et 1216.
- Au château de Corfe à Dorset, a lieu le Shrove Tuesday Football Ceremony of the Purbeck Marblers.
- Haxey à Lincolnshire : on pratique le Haxey Hood à l'épiphanie. En 1752, le calendrier julien est abandonné au profit du calendrier grégorien. Pour obtenir ce résultat, tous les jours entre le 2 et le 14 septembre sont supprimés cette année-là. Dans certains villages, les habitants pensaient qu'il était impossible de supprimer 11 jours dans l'année et n'acceptèrent donc pas le nouveau calendrier. De ce fait, Noël est célébré le 5 janvier dans ces villages. On pratique le Haxey Hood le jour suivant de ce qui était alors à la fête de la Saint-Étienne ou le Boxing Day si 11 jours n'téient pas retirés du calendrier.
- Hurling the silver prend place à St Columb Major en Cornouailles. Le match « Une ville contre le pays » a lieu le Shrove Tuesday et un match retour a lieu le samedi suivant. Une autre version du Cornish Hurling se joue à St Ives, ce jeu opposait des hommes qui vivaient au nord de la ville à ceux qui vivaient au sud. De nos jours, il s'agit d'une version pour les enfants, beaucoup plus douce. On pratique cette version le Feast Monday, en février normalement.
- Bottle-kicking, Hallaton, Leicestershire. Un jeu pratiqué le lundi de Pâques qui partage des éléments communs avec les jeux de balles du Moyen Âge pratiqués pendant les célébrations indiquées sur le calendrier chrétien.
- Sedgefield pratiqué dans le comté de Durham le Shrove Tuesday.
- Workington à Cumbria comporte trois matchs de Uppies and Downies tout au long de la période de Pâques. Il n'y a aucune règle, à part celles proposées de l'astuce et des compétences, alors que la force est d'une très grande importance. Les buts sont à peu près à un mile de distance. Les Uppies tentent d'amener la balle jusqu'aux portes de la mairie de Workington alors que les Downies se dirigent vers le cabestan du côté du port.

### Écosse
En Écosse, on peut assister à des matchs de Ba' game (jeu de balle) à : 
- Duns, Berwickshire
- Hobkirk, Scottish Borders. On joue au handba' le lundi précédant ou suivant le Shrove Tuesday.
- Jedburgh, Roxburghshire
- Scone, Perthshire
- Kirkwall, Orkney

### Europe
- La soule en Normandie et en Bretagne, France.
- Le lélo bourti, en Géorgie, un jeu géorgien qui ressemble au rugby.
- Le knattleikr, en Islande, un jeu islandais, repris d'un ancien jeu pratiqué par les Vikings.
- Le hurling est un jeu d'équipes en extérieur basé sur un ancien jeu gaélique pratiqué en Irlande.
- Le Calcio Fiorentino — une reprise moderne du football de la Renaissance (XVIe siècle), joué à Florence, en Italie.

### En dehors de l'Europe
- Cuju, Chine.
- Kemari, Japon.
- Ki-o-rahi, un jeu maori.
- Marngrook, un jeu inventé par des aborigènes australiens.
- Yubi lakpi, jeu pratiqué à Manipur, en Inde.
- Le jeu de balle, pratiqué par les peuples précolombiens de la Mésoamérique.
- Bladderball, un jeu de masse pratiqué à l'université Yale utilisant une balle gonflée à l'extrême et dont l'objectif est de récupérer la balle et de l'emmener jusqu'aux portes d'un internat représenté par une équipe.
- Boxball, un jeu pratiqué au Canada dans lequel des équipes doivent utiliser leurs mains ou leurs pieds pour jouer avec la balle. Il est seulement pratiqué sur un terrain recouvert de neige pour éviter les blessures et les joueurs doivent tenter de marquer des points en emmenant la balle dans des boîtes situées à chaque extrémité du terrain.

## Jeux du Moyen Âge disparus
- Royaume-Uni 
  - À Chester-le-Street, on pratiquait un jeu entre les habitants des Up streets et ceux des Down streets jusqu'en 1932.
  - À Dorking dans le Surrey.
  - Est de l'Angleterre : Le camp ball était très populaire au XVe siècle.
  - Newton Ferrers dans le Devon.
  - Kingston upon Thames, Twickenham, Bushey et Hampton Wick, près de Londres. « La coutume voulait qu'on se passe une balle de football de porte en porte et de réclamer de l'argent : vers 12 h, on dégonflait le ballon et ceux qui le pouvaient donner un coup de pied dedans. Dans la ville de Kingston, tous les magasins étaient fermés exprès ce jour-ci, il y avait plusieurs balles dans la ville et plusieurs matchs bien entendu. La partie durait à peu près quatre heures. Les équipes se retiraient alors dans les auberges et dépensaient l'argent qu'ils avaient gagné dans la boisson ».
  - Teddington: « it was conducted with such animation that careful house-holders had to protect their windows with hurdles and bushes ».
  - À Torrington dans le Devon, on pratiquait le Out-Hurling. « Une fois pratiqué lors du Trinity Monday, le 'Out-hurling' est inclus dans le Great Torrigton Revel' Day de 1922. La publication Devon and Cornwall Notes and Questions, 1922, volume 12, comporte un récit sur le jeu et déclare qu'il avait auparavant été un jeu habituel et était pratiqué avec une petite balle « lancée à la main », sur un terrain d'environ un demi mile (près d'un ruisseau). » Folklore, Culture, Customs and Language of Devon
  - Au Pays de Galles, un jeu connu sous le nom de cnapan était très populaire, notamment à Llanwenog dans le Ceredigion, et à Pwlldu dans le Pembrokeshire
- Irlande
  - Le Caid, ancêtre du football gaélique.

## Jeux antérieurs au Moyen Âge
- Grande-Bretagne et Irlande à l'époque du Néolithique 
  - Des balles sculptées en pierre ont été trouvées dans différents endroits en Écosse, au nord de l'Angleterre et au nord-est de l'Irlande[11].  Des spirales et des anneaux de balles concentriques gravées dans de la pierre ont été retrouvés au niveau des Hurlers et sur des structures mégalithiques de la même période. Des sites comme celui de Maughanby Circle (en) ou celui de Newgrange avaient été conçus pour mesurer les mouvements du soleil avec une attention toute particulière pour le solstice d'hiver solstice. La connexion avec l'art mégalithique laisse supposer que ces balles sculptées en pierre avaient une grande importance culturelle pour les peuples préceltiques qui les avaient fabriquées. Ils pensaient de façon symbolique et usaient d'un cérémonial que l'on considèrerait aujourd'hui comme religieux. Il n'existe aucun récit écrit concernant l'homme du Néolithique ayant vécu en Angleterre et en Irlande. D'après les archéologues, il est impossible de savoir si ces peuples peuples comprenaient le concept de jeu de balle. Cependant, comme jouer aux jeux de balles apparaît dans les festivités religieuses ultérieures comme le Temps de Noël qui coïncide avec le Yule, le solstice d'hiver et la renaissance païenne du soleil, cette possibilité ne peut être exclue[12].
- Grèce antique
  - Episkyros
- Rome antique
  - Follis (en)
- Empire romain
  - Harpastum